# Juan Félix Martínez
Juan Félix Martínez Rama (* 24. Juni 1923 in Lanús; † 26. Mai 1981 in Mendoza) war ein argentinischer Fußballspieler. Der Torwart wurde 1958 chilenischer Meister.

## Karriere
Juan Félix Martínez begann seine Profikarriere 1943 beim CA Lanús und kehrte nach einem Jahr in Uruguay bei Defensor Sporting Club wieder nach Lanús zurück. Nach Stationen bei Independiente Rivadavia und CA Temperley wechselte der Torwart 1953 nach Chile, wo er den Rest seiner Karriere verbrachte. Martínez lief für Deportes Iberia, die Rangers de Talca und die Santiago Wanderers auf. Bei den Wanderers hatte er seine erfolgreichste Zeit und gewann die Meisterschaft 1958 sowie die Copa Chile 1959. 1960 beendete er beim Klub aus Valparaíso seine Profikarriere.

## Erfolge
Santiago Wanderers
- Chilenischer Meister: 1958
- Chilenischer Pokalsieger: 1959